# Castello Caracciolo (Brienza)

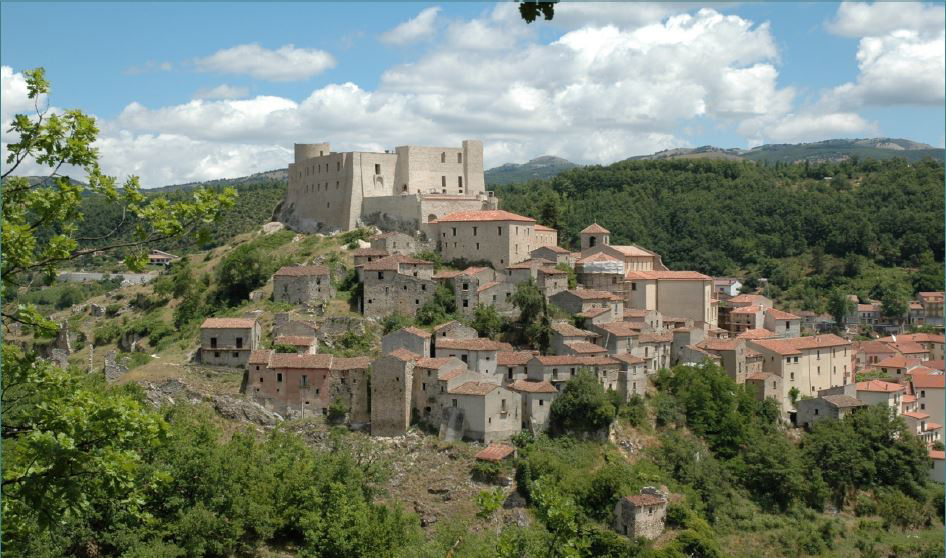
Rocca di Brienza, in sommità il Castello Caracciolo

Il Castello Caracciolo è un castello angioino a Brienza in Basilicata.

## Descrizione
Sorge a settentrione, sul ripido colle maggiore della cittadina ed è circondato da due fiumi il Torrente Pergola e il Fiumicello. Di origine medievale il castello è stato modificato e ampliato a più riprese nel corso della storia. 
L'aspetto attuale è il risultato di un restauro effettuato a seguito del sisma del 1980. Attualmente è proprietà del Comune di Brienza che sta eseguendo i lavori di restauro e portando avanti un processo di rigenerazione urbanistica che riguarda tutto il borgo medievale sottostante al maniero. Il borgo come il castello furono storicamente parte del Principato di Citra fino al 1811, quando passarono a far parte del territorio della attuale Regione Basilicata.
La maestosa mole del Castello copre una superficie di oltre tremila metri quadri per piano. La forma a grande nave è data dalla conformazione topografica del colle che chiuso dai due fiumi si erge come una penisola nella valle. Al castello si accedeva attraverso una gradinata scoperta che partendo dal sottostante Palazzo della Amministrazione, saliva al terrapieno alla base della torre quadrata. Gli appartamenti dei marchesi erano posti al terzo piano, mentre il secondo e il primo piano erano destinati alla servitù ai magazzini e all'armeria. Nei magazzini venivano conservate derrate alimentari e in particolar modo vi era un ampio spazio a cantina dotata di grandi fusti. Da un documento storico del 1625  emerge come il mobilio fosse in legno di noce, curato e ben lavorato. Il castello era fornito di forno, lavanderia, cisterna e una cappella privata per con annessi spazi per guardaroba. La torre circolare, fu nei secoli destinata a carcere, chiusa da un cancello e sorvegliata da guardie armate. Un nuovo e più ricco mobili fu acquistato da Litterio Caracciolo, che nell'ampliare il castello lo arricchì di numerose opere d'arte. Buona parte di queste ricchezze e mobili sono state vendute dai proprietari che lo amministravano nel novecento e molti decori come i portali furono predati dopo l'abbandono dovuto al sisma del 1857.

## Storia
Le prime evidenze storiche dell'esistenza del castello si hanno con un documento dove Federico II assegna il forte a Gentile da Petruno nel 1237. Sicuramente però l'origine del maniero è più antica e dalle ricerche storiografiche emerge che una prima forma di incastellamento vi poteva già essere quando le popolazioni longobarde fondarono il primo insediamento sul colle, nel VII sec., nel rione chiamato "Torricella". Successivamente la proprietà passò dagli angioini alla famiglia dei De Porcellis, che lo amministrarono per un breve periodo per poi cederlo ad un ramo della nobile famiglia Caracciolo, originaria di Napoli. Nel 1561 il "Mastio" per volere di Marcantonio Caracciolo fu trasformato in carcere, mentre il resto del castello mantenne sempre la funzione residenziale. I Caracciolo ampliarono pian piano il castello e lo resero un loro insediamento stabile. Nel 1783, Litterio Caracciolo ampliò e arricchì la rocca di numerose opere d'arte. Nell'occasione rifondò, nel 1788, il “Monte del S.S. Rosario di Brienza”, istituzione benefica che aveva lo scopo di assistere i poveri del luogo, cui forniva medicamenti gratuiti, assicurando quattro maritaggi all'anno. Istituì altresì la Scuola Normale per l'insegnamento ai bambini di ogni ceto sociale.
I Caracciolo rimasero proprietari del feudo e del castello fino al 1875, anno in cui l'ultima esponente della famiglia, Maria Giulia Caracciolo, lo lasciò in regalo al Barone Luigi Barracco. Il forte a seguito del sisma del 1857 versava in stato di abbandono, il Barone Baracco e i suoi eredi non ebbero la forza economica per avviare dei lavori di restauro, nel 1912 lo vendettero ai signori Francesco De Luca e Gustavo Dominici di Napoli. Qualche anno dopo, De Luca dono il maniero al Sig. Vincenzo Mastroberti di Brienza, mentre l'archivio Caracciolo Rossi di Brienza contenente numerosi atti venne donato da Adolfo Baracco a Ernesto Pontieri, quest'ultimo all'epoca era presidente della Società Napoletana di Storia e Patria. Oggi la preziosa documentazione è conservata presso la sede dell'Archivio di Stato di Napoli.

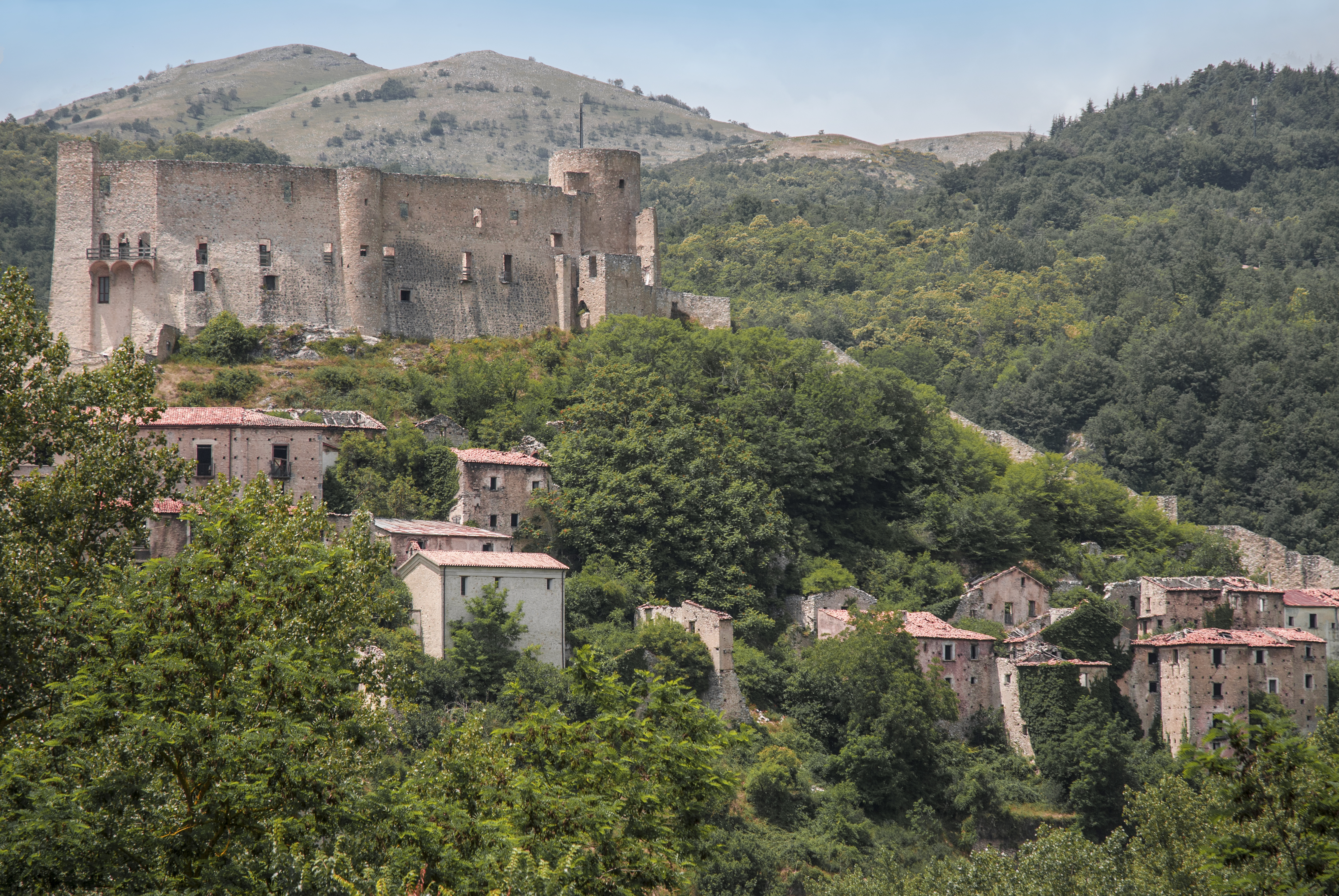
Vista frontale del Castello Caracciolo di Brienza

## Società

### Leggende e folclore

#### La leggenda di Bianca da Brienza
Tra le tante storie vale la pena di ricordare quella detta del Bidibù, ovvero di "Bianca da Burgentia", figlia naturale di Ulrico, principe del feudo.
Verso la metà del Trecento si dice che vivesse, in un lusso sfarzoso nel castello di Brienza, una bellissima principessa di nome Bianca. Ella era solita dare delle feste alle quali si presentava vestita solo dei suoi gioielli, verso i quali aveva un attaccamento morboso. Si narra che il "suo tesoro" fosse custodito in una stanza segreta la cui ubicazione era conosciuta solo da Bianca e dalla sua fedele ancella. Il fasto in cui viveva non riusciva a colmare la spaventosa solitudine delle 365 stanze del castello. Il principe Ulrico, organizzava per lei, feste e tornei alla quale lei partecipava solo accontentarlo, e per un senso di strana vendetta verso gli uomini che dai paesi vicini accorrevano per vederla e fargli proposte di matrimonio.
Da tempo, però, Bianca riservava le sue attenzioni per Alessio, un giovane ragazzo normanno, che di ritorno dalle crociate in Terra Santa si era perso nelle selve lucane. Lei lo aveva scorto ferito e sanguinante e dopo averlo accolto nel castello aveva iniziato a curare le sue ferite. Il sentimento genuino dell'amore fece breccia nel cuore dei due giovani immediatamente. I boschi che circondavano il castello iniziarono a diventare il loro rifugio segreto. Alessio aveva da poco iniziato a chiamarla scherzosamente Bidibù quando forse per l'invidia di qualcuno non accadde l'irreparabile.  
Accadde allora che Alessio venne incarcerato nella torre del castello con l'accusa di omicidio e Bianca che si scoprì avere con lui una relazione fu allontanata dal castello di Burgentia e mandata per un periodo di riflessione in un paese sulla costa calabra, Amantea.
Durante il viaggio verso Amantea, Bianca e il suo seguito di ancelle furono catturate da dei pirati turchi e condotti ad Algeri per essere venduti come schiavi. Un pascià, vista la bellissima Bianca, se ne invaghì e la riscatto per condurla nel suo palazzo a Bisanzio.  A Burgentia, intanto, liberato dal carcere e messo a corrente dell'accaduto Alessio partì per l'Africa per liberarla e cercare di condurla nel suo castello. 
La favola qui si interrompe e vari finali tragici vedono i due separati per sempre o ritrovatisi ma impossibilitati a tornare a Burgentia.  Si racconta a tal proposito che nel Castello di Brienza vi sia ancora nascosta da qualche parte la stanza 366, del tesoro di cui solo Bianca e la sua ancella conoscevano l'ubicazione.

#### Rodolfo da Brienza
Nel XIX secolo lo scrittore napoletano Domenico Bolognese (1818-1889) scrisse un dramma lirico, "Rodolfo da Brienza", accompagnato  dalle musiche di Achille Pistilli (1820-1889). Diviso in tre atti e ambientato nel Castello Caracciolo, venne messo in scena per la prima volta a Napoli nel 1846. Fu nella prima rappresentazione, al Real Teatro del Fondo di Napoli, interpretato dal tenore Malvezzi, dai baritoni Casaccia e Benedetti, dal basso Gionfrida e dal soprano Brambilla. 
La trama è la seguente:
Nel 1644 il castello fu "teatro" di un'altra intricata vicenda. Proprietario del castello era il marchese Rodolfo, costretto per necessità finanziarie a cedere il castello e il podere circostante al barone Tiburzio, che gliene lasciava provvisoriamente l'uso. Rodolfo, innamorato di Clorinda, sua pupilla e ospite (a sua volta innamorata del fattore Eugenio) dopo aver appreso dal suo confidente Enrico di un incontro amoroso tra Clorinda ed Eugenio, adirato, scacciò Eugenio. Costui rivelò di essere in realtà il Barone di Laurente, incaricato dal fratello di Clorinda, in cambio della sua mano, di scoprire come Rodolfo la trattasse, avendo avuto sentore del fatto che il marchese aveva dissipato tutte le ricchezze provenienti dalla dote della sorella.
Il perfido Enrico, che tramava di sopprimere il fattore Eugenio, consiglio al marchese di duellare per la mano di Clorinda. Ne conseguì un duello tra Enrico ed Eugenio, da questo però ne uscì vittorioso Eugenio. Sconfitto il suo fidato consigliere, il Marchese dovette acconsentire al matrimonio tra Clorinda ed Eugenio. Questi si sposarono e perdonarono al marchese Rodolfo tutte le sue malefatte.